# Martini Regatta
De Martini Regatta was van 1964 tot 2014 een jaarlijks georganiseerde roeiwedstrijd nabij Groningen. De wedstrijd werd georganiseerd door de roeiverenigingen van de Groninger Roeibond (Aegir, Gyas en de Hunze). Plaats van handeling was aanvankelijk het Eemskanaal, en sinds 1991 de Watersportbaan in Harkstede, de voormalige roeibaan in het noorden van Nederland.
Op 4 en 5 juni 2005 werd op de Martini Regatta ook het Nederlands Kampioenschap geroeid.
Als gevolg van de sluiting van de Watersportbaan wegens woningbouw in de Groningse uitbreidingswijk Meerstad is de Martini Regatta in 2014 voor het laatst geroeid.

## Historie
De Martini Regatta werd voor het eerst georganiseerd op 20 en 21 juni 1964, als lustrumevenement van de Groningse studentenvereniging Vindicat. De  wedstrijd werd verroeid op het Eemskanaal tussen Ruischerbrug en Oosterhoogebrug, op een speciaal verbreed stuk waarmee een vierploegenbaan beschikbaar was.
Aan de editie in 1969, georganiseerd door de Groningse studentenroeivereniging Aegir,  namen ook diverse buitenlandse ploegen deel, uit onder meer West-Duitsland, Tsjechoslowakije en Zuid-Afrika. Voor de wedstrijd werd langs het Eemskanaal een tijdelijke tribune opgericht voor 500 toeschouwers.
Het jaar erop, in 1970, werd de Regatta voor het eerst georganiseerd door de in de Groninger Roeibond verenigde clubs Aegir, Gyas en de Hunze. Tijdens de Martini Regatta werd ook de Vierlandenwedstrijd Denemarken-Noorwegen-Duitsland-Nederland voor junioren gehouden.
Hoewel de wedstrijd zeker in de eerste jaren een zeer internationaal karakter kende en ook toproeiers als deelnemers kende bleef de Regatta toch vooral ook bedoeld als een wedstrijd voor de subtoppers. De Martini Regatta diende daarmee als instrument om roeien als breedtesport te stimuleren. Dit streven werd echter steeds moeilijker te handhaven op de tijdelijke baan op het Eemskanaal, zeker toen vanaf begin jaren tachtig wegens de bouw van een brug het oorspronkelijke, verbrede, traject niet meer beschikbaar zou zijn. In 1982 werd zelfs besloten de wedstrijd in het geheel niet te verroeien, wegens de te drukke roeikalender. De verplaatsing van de datum van de Nationale Kampioenschappen roeien dat jaar, die op de Bosbaan werden gehouden, pakte ongunstig uit voor de Martini Regatta.
Vanaf 1983 werd de wedstrijd weer verroeid, maar nu op een ander deel van het Eemskanaal, in de gemeente Slochteren, omdat het oorspronkelijke traject nu niet meer beschikbaar was. In 1986, toen de wedstrijd een lustrumevenement was van het 100-jarige De Hunze, maakte het toenemende deelnemersaantal duidelijk dat een wedstrijd van deze omvang moeilijk te handhaven viel op een geïmproviseerd westrijdtraject. De wens werd geuit om in het noorden over aparte roeifaciliteiten te beschikken waar ook de Martini Regatta zou kunnen worden gehouden. Deze nieuwe baan zou komen te liggen in Harkstede nabij het Grunostrand. Hoewel de aanleg van die nieuwe accommodatie enige vertraging had opgelopen meldde het Nieuwsblad van het Noorden ten tijde van de Martini Regatta van 1988 dat het erop leek dat deze editie "nu definitief een van de laatste keren op het Eemskanaal" zou worden verroeid. Uiteindelijk zou de Martini nog tot en met de editie van 1990 op het Eemskanaal plaatsvinden.